# Amor a medias (canción)
«Amor a medias» es una canción del dúo estadounidense Ha*Ash, integrado por las hermanas Hanna Nicole y Ashley Grace. Se lanzó como el primer sencillo de su segundo álbum de estudio Mundos opuestos el 8 de junio de 2005. En abril del 2006 llegó al cuarto lugar en las listas de popularidad.

## Información de la canción
«Amor a medias» fue estrenado en junio de 2005 a tres semanas del lanzamiento oficial del segundo álbum de estudio Mundos opuestos como su primer sencillo. La canción fue compuesta por el productor mexicano Áureo Baqueiro y el compositor Salvador Rizo. El tema ha sido incluido desde la segunda gira realizada por el dúo, siendo interpretado por primera vez en el evento 40 el 17 de noviembre de 2005 en México. Ha sido cantando desde el año 2005 hasta el año 2019.

## Vídeo musical
El vídeo oficial fue estrenado en junio de 2005, y subido a las plataformas de YouTube el 25 de octubre de 2009. Fue dirigido por Gustavo Garzón, Al principio del vídeo se ve a un hombre con una cámara fotográfica, a medida que avanza se ven a las chicas en una clase de sesión fotográfica y cantando junto a su banda en diferentes lugares. Hasta fines de febrero el vídeo cuenta con 36,8 millones de reproducciones.
El 27 de marzo de 2012 se grabó en vivo un nuevo vídeo del tema en versión acústica, para la edición especial del álbum A tiempo, estrenado 7 días antes.

## Créditos y personal
Créditos adaptados de las notas del álbum y AllMusic.

### Grabación y gestión
- Grabado en Brava! Music (Ciudad de México)
- Masterización en Precision Mastering (Los Ángeles, California)
- Baterías en La Bodega (Ciudad de México)
- Mezcla en La Bodega Studio
- Editado en Digital Perfomer
- Administrado por Sony BMG / ATV Discos Music Publishing LLC / Westwood Publishing

### Personal
- Gerardo García: guitarra eléctrica, guitarra acústica, mandolina
- Pancho Ruiz: bajo
- Dean Parks: pedal steel, lap steel
- Gabe Witcher: violín
- Tommy Morgan: armónica
- Carlos Murguía: hammond b3
- Michelle Batrez: coros
- Áureo Baqueiro: producción, arreglos, coros
- Gerardo García: arreglos
- Memo Gil: mezcla
- Don Tyler: masterización

## Posicionamiento en listas
Listas de posicionamiento incluyendo solo México. 
| Listas (2005)        | Mejor posición |
| -------------------- | -------------- |
| México Top 10 México | 4              |